# 张正伟 (游泳运动员)
张正伟（英語：Teong Tzen Wei，1997年10月17日—），新加坡男子游泳运动员，主攻自由泳和蝶泳，2022年英联邦运动会男子50米蝶泳银牌得主、2022年亚洲运动会男子50米蝶泳银牌得主。